# 片桐麻美
片桐 麻美（かたぎり あさみ、1965年7月16日 - ）は、北海道旭川市出身のシンガーソングライター。血液型はO型。

## プロフィール
高校2年で作曲を始め、専門学校在学中の1984年、ポプコン北海道大会でグランプリを獲得。1987年に上京し、同年11月1日、シングル「髪」でデビュー。以後、現在までに11枚のアルバムをリリースしている。
- 1988年1月から1989年5月までニッポン放送「オールナイトニッポン」木曜二部のパーソナリティを務めた。
- 1993年4月〜1996年3月まで、AIR-G'（エアジーFM北海道)で「Melodious Night」（1993年10月まで）と「片桐麻美Across the River」（1993年11月から1996年3月まで）のパーソナリティを務めた。放送時間帯は何度か変更された。この番組がきっかけで、「君の街ツアー」が始まったが、北海道の主要都市が中心のライブであった。
- 1997年から1999年まで、「わたしのあかちゃん」という本で、愛息の成長記録を掲載するコーナーを持っていた。

## 概要
- 曲の提供を行っており、セルフカバーしていない曲も数曲ある。提供した小川範子のライブに参加したこともある。
- 年末のライブで持ち歌を全曲歌うことを恒例としていた。2000年12月28日に行われた全曲ライブでは、120曲を約10時間半かけて歌いきった。
- 活動前期のライブでは、演劇仕掛けを行ったり、AV女優の小森愛に自身の曲(見上げれば星空)を朗読してもらったりしていた。活動後期になると、バンドによるライブよりも、ギターによる弾き語りを好んだ。
- ピアノの置いてあるライブホールではピアノを弾くこともあったが、弾き間違うことが頻繁にあり、それを意識してか、ピアノ演奏に入る際に自虐的なコメントをすることが多かった。
- 現在は育児に専念しており、2006年2月に「私の活動復活は、ちょっと考えられないかな…」と掲示板で語っている。

## ディスコグラフィー

### アルバム
※「LOVER'S ROCK」までのアルバムタイトルと同名の曲は、次に発売されたアルバムに収録されるのが特徴である。
| 発売日         | 規格 | 規格品番   | アルバム |
| -------------- | ---- | ---------- | --- |
| 1987年11月21日 | LP   | 28･3H-312  | やわらかな心 1. 黒い猫 2. もう一つの言葉があれば 3. 髪 4. 無題(133) 5. あこがれ 6. 優しい夜に抱かれて 7. CRIME WALTZ 8. あなた                                                                          |
| 1987年11月21日 | CD   | 32･8H-146  | やわらかな心 1. 黒い猫 2. もう一つの言葉があれば 3. 髪 4. 無題(133) 5. あこがれ 6. 優しい夜に抱かれて 7. CRIME WALTZ 8. あなた                                                                          |
| 1988年5月21日  | LP   | 28･3H-5025 | 風のかたみ 1. 永遠 2. 海の日 3. 恋したら 4. おばあちゃんの老眼鏡 5. “窓のない部屋とそれぞれの溜息” 1. コインランドリー 2. 待ち合わせの場所 3. 私たちの恋 4. 愛が欲しいよ 6. やわらかな心                |
| 1988年5月21日  | CD   | 32･8H-5025 | 風のかたみ 1. 永遠 2. 海の日 3. 恋したら 4. おばあちゃんの老眼鏡 5. “窓のない部屋とそれぞれの溜息” 1. コインランドリー 2. 待ち合わせの場所 3. 私たちの恋 4. 愛が欲しいよ 6. やわらかな心                |
| 1989年5月21日  | CD   | 32･8H-5089 | 知恵のかなしみ 1. わがままな孤独 2. 深い森に 3. 君の夏 4. 横顔 5. 次のテープ 6. 木枯の夜 7. 待ち合わせの場所 8. しゃぼん玉 9. わたしのうた 10. 風のかたみ                                               |
| 1990年5月21日  | CD   | ESCB-1049  | 深呼吸 1. 少女は 2. 離ればなれになった心は 3. ペンの王様 4. 離ればなれになった心は 5. ヒロイン 6. 今夜雨が… 7. 知恵のかなしみ 8. ときめきはるかに 9. 最後のランナー 10. 少女は ※ 2～4は続きのような構成 |
| 1991年3月1日   | CD   | ESCB-1127  | 空からの贈りもの 1. あなたのいない夜 2. 風の中で 3. 恋愛は魔法 4. 月の輝く夜は 5. 手紙 6. 雨 7. 私の中の彼へ 8. 深呼吸                                                                                  |
| 1991年12月1日  | CD   | ESCB-1259  | 言葉がみえる時 1. 青空 2. 技・策略・不意打・勇気 3. 砂の物語(昨日・今日・明日) 4. 港にて 5. 口笛のうた 6. 夢の中で 7. 駅 8. 空からの贈りもの                                                            |
| 1992年5月21日  | CD   | ESCB-1298  | 鏡をこわす 1. グレーのスーツ 2. 三百六十五歩のバラード 3. 微熱 4. 見上げれば星空 5. 眠りについた夜 6. あたたかなほほえみ 7. 私は海を抱きしめていた 8. つまらないものですが 9. 言葉がみえる時            |
| 1993年1月21日  | CD   | ESCB-1343  | 胡桃の森 1. 橋 2. オレンジ 3. party 4. 二度ある娘とは三度ある 5. そして愛 6. やすらぎを求めて 7. 燈台 8. 恋はヤセがまん 9. 久しぶりだね 10. 鏡をこわす                                                  |
| 1993年11月1日  | CD   | ESCB-1443  | 地図を夢みて 1. 君の瞳の中で 2. 雪のひとひら 3. おやすみなさい 4. いつも2人は 5. 深い夜 6. 水の柱 7. 旅の空 8. 暮色そして憧憬 9. 今頃あなたは 10. 胡桃の森 11. Like a Rolling Stone                     |
| 1994年8月21日  | CD   | ESCB-1519  | LOVER'S ROCK 1. 明日にくる人 2. 君の街 3. 小さな傘 4. 500マイル 5. 美談 6. 愛なんて 7. こっちへおいで 8. 黄昏の橋 9. 今が旅だち 10. 地図を夢みて                                                        |
| 1996年1月21日  | CD   | ESCB-1714  | northern songs 1. 風のうた〜Nothern Song〜 2. 君の街 3. あこがれ 4. 横顔 5. 次のテープ 6. 雨 7. 優しい夜に抱かれて 8. 燈台 9. 風の中で 10. あなた 11. わたしのうた 12. Lover's Rock                     |

### シングル
| 発売日         | 規格  | 規格品番   | 面 | タイトル                  | 作詞     | 作曲              | 編曲                    |
| -------------- | ----- | ---------- | -- | ------------------------- | -------- | ----------------- | ----------------------- |
| 1987年12月1日  | EP    | 07･5H-383  | A  | 髪                        | 片桐麻美 | 片桐麻美          | 岩本正樹                |
| 1987年12月1日  | EP    | 07･5H-383  | B  | もう一つの言葉があれば    | 片桐麻美 | 片桐麻美 清水俊行 | 清水俊行                |
| 1988年4月30日  | EP    | 10･8H-3026 | A  | 待ち合せの場所            | 片桐麻美 | 片桐麻美          | 石川鷹彦                |
| 1988年4月30日  | EP    | 10･8H-3026 | B  | 恋したら                  | 片桐麻美 | 豊広純子          | 斉藤毅                  |
| 1988年9月1日   | EP    | 10･8H-3053 | A  | わたしのうた              | 片桐麻美 | 片桐麻美          | 斉藤毅                  |
| 1988年9月1日   | EP    | 10･8H-3053 | B  | 横顔                      | 片桐麻美 | 片桐麻美          | 斉藤毅                  |
| 1989年4月30日  | EP    | 10･8H-3103 | A  | 深い森に                  | 片桐麻美 | 片桐麻美          | 斉藤毅                  |
| 1989年4月30日  | EP    | 10･8H-3103 | B  | わがままな孤独            | 片桐麻美 | 片桐麻美          | 本田昌平                |
| 1989年8月21日  | EP    | 10･8H-3126 | A  | 次のテープ                | 片桐麻美 | 片桐麻美          | 斉藤毅                  |
| 1989年8月21日  | EP    | 10･8H-3126 | B  | 君の夏                    | 片桐麻美 | 片桐麻美          | 片桐麻美                |
| 1989年11月1日  | 8cmCD | ESDB-3015  | 1  | 知恵のかなしみ            | 片桐麻美 | 豊広純子          | 松下一也                |
| 1990年4月21日  | 8cmCD | ESDB-3097  | 2  | 最後のランナー            | 片桐麻美 | 片桐麻美          | 片桐麻美                |
| 1991年1月21日  | 8cmCD | ESDB-3130  | 1  | 恋愛は魔法                | 片桐麻美 | 片桐麻美          | 片桐麻美 フレデリック   |
| 1991年1月21日  | 8cmCD | ESDB-3130  | 2  | 風の中で                  | 片桐麻美 | 片桐麻美          | 嘉多山信                |
| 1991年7月1日   | 8cmCD | ESDB-3224  | 1  | 雨                        | 片桐麻美 | 片桐麻美          | 松下一也                |
| 1991年7月1日   | 8cmCD | ESDB-3224  | 2  | 月の輝く夜は              | 片桐麻美 | 片桐麻美          | マーキームーン 片桐麻美 |
| 1991年11月21日 | 8cmCD | ESDB-3267  | 1  | 駅                        | 片桐麻美 | 片桐麻美          | 片桐麻美 松下一也       |
| 1991年11月21日 | 8cmCD | ESDB-3267  | 2  | 見上げれば星空            | 片桐麻美 | 片桐麻美          | 松下一也                |
| 1992年2月21日  | 8cmCD | ESDB-3281  | 1  | 技・策略・不意打・勇気    | 片桐麻美 | 片桐麻美          | 片桐麻美                |
| 1992年2月21日  | 8cmCD | ESDB-3281  | 2  | 恋はヤセがまん            | 片桐麻美 | 片桐麻美          | 片桐麻美                |
| 1993年10月21日 | 8cmCD | ESDB-3421  | 1  | 君の瞳の中で              | 片桐麻美 | 片桐麻美          | 片桐麻美                |
| 1993年10月21日 | 8cmCD | ESDB-3421  | 2  | 胡桃の森                  | 片桐麻美 | 片桐麻美          | 片桐麻美                |
| 1994年8月1日   | 8cmCD | ESDB-3501  | 1  | 君の街                    | 片桐麻美 | 片桐麻美          | 片桐麻美                |
| 1994年8月1日   | 8cmCD | ESDB-3501  | 2  | 今が旅だち                | 片桐麻美 | 片桐麻美          | 松下一也 片桐麻美       |
| 1995年7月21日  | 8cmCD | ESDB-3587  | 1  | LOVER'S ROCK              | 片桐麻美 | 片桐麻美          | 片桐麻美                |
| 1995年7月21日  | 8cmCD | ESDB-3587  | 2  | マロニエ通り              | 片桐麻美 | 片桐麻美          | 片桐麻美                |
| 1995年12月1日  | 8cmCD | ESDB-3651  | 1  | 風のうた〜Northern Song〜 | 片桐麻美 | 片桐麻美          | 片桐麻美                |
| 1995年12月1日  | 8cmCD | ESDB-3651  | 2  | 優しい夜に抱かれて        | 片桐麻美 | 片桐麻美 清水俊行 | 岩本正樹                |

## 提供曲
- 小川範子

「あたたかなほほえみ」 作詞・作曲（編曲：岩本正樹）
「橋」 作詞・作曲（編曲：斉藤昇）
「それぞれの愛」 作詞・作曲（編曲：岸村正実）
「夏のこだま」 作詞・作曲・編曲
「彼女になりたい」 作詞（作曲：豊広純子　編曲：根岸貴幸）
- ザ・キング・トーンズ

「スローダンス」 作詞・作曲（編曲：中西康晴）
- 笹野みちる

「おりておいでよ」 作詞・作曲（編曲：渡辺等）
「君が好き」 作詞・作曲
- 愛美

「葡萄」 作詞・作曲
- 渡辺謙

「遙かなる想い」 作詞：渡辺謙・片桐麻美　作曲：豊広純子
「深い森に」 作詞・作曲

## 出演番組
- 片桐麻美のオールナイトニッポン（ニッポン放送）
- Melodious Night（AIR-G'）
- 片桐麻美Across the River（AIR-G'）